# Holbeck
Holbeck ist ein Ortsteil der Gemeinde Nuthe-Urstromtal im Landkreis Teltow-Fläming in Brandenburg. Holbeck war jahrhundertelang ein Gebietsteil der Herrschaft Stülpe.

## Lage
Holbeck liegt im Glogau-Baruther Urstromtal etwa elf Kilometer südöstlich des Stadtzentrums von Luckenwalde. Umliegende Ortschaften sind Gottow im Norden, Dümde im Nordosten, Stülpe im Osten sowie Jänickendorf im Westen. Südlich des Dorfes liegt das Naturschutzgebiet Heidehof-Golmberg mit dem ehemaligen Truppenübungsplatz der Roten Armee. Östlich des Dorfzentrums liegt der Holbecker See.
Durch Holbeck verläuft die Landesstraße 73, die den Ort mit den Städten Luckenwalde im Nordwesten und dem etwa 16 Kilometer östlich liegenden Baruth/Mark verbindet.

## Geschichte

### 13. bis 16. Jahrhundert
Erstmals urkundlich erwähnt wurde der Ort als dorff goldebecke im Jahr 1446. Der Name änderte sich im Laufe der Jahrzehnte und wechselte beispielsweise von Goltberg im Jahr 1473 zu Goltpoch im Jahr 1473. Er gelangte im Jahr 1466 aus dem Besitz der Herren von Torgau auf Herrschaft Stülpe an die Familie von Schlieben. Die Einwohner musste zahlreiche Leibgedinge an die Frau von Schlieben bezahlen. Der Richter gab, wie auch der Lehnmann Geld. Ein weiterer Einwohner gab fünf Scheffel Korn und Geld, ein Einwohner Geld und von einer als „Oberland“ bezeichneten Fläche ein Metzen Hanfkörner, ein Metzen Nüsse sowie zwei Hühner. Ein Bewohner bezahlte fünf Scheffel Korn und Geld, ein weiterer gab zwei Hühner, ein Metze Hanfkörner und ein Metze Nüsse. Ein Bewohner bezahlte fünf Scheffel Korn und Geld, von einem weiteren Bewohner bekam sie zwei Hühner, ein Metze Hanfkörner und ein Metze Nüsse. Von einem weiteren Bewohner kamen fünf Scheffel Korn und Geld, einer gab drei Scheffel Hafer, ein Metze Hanfkörner, ein Metze Nüsse und zwei Hühner. Die Frau von Schlieben hielt die Gerichtsbarkeit und die Dienste über diese Höfe. Von einem weiteren Hof besaß sie die Hälfte der Dienste; dieser gab lediglich Geld. Im Jahr 1537 kam Holbeck an die Familie von Hake. Im Jahr 1562 lebten in Holbeck 26 als „Hauswirte“ bezeichnete Familien. Sie waren verpflichtet, dem Pfarrer in Stülpe 20 Scheffel Roggen zu bezahlen, während der Küster 16 1⁄2 Scheffel aus der Gemeinde sowie 48 Brote erhielt. Holbeck blieb über viele Jahrzehnte ein eher kleines Dorf. Aus dem Jahr 1584 waren erneut 26 Hauswirte überliefert.

### 17. Jahrhundert

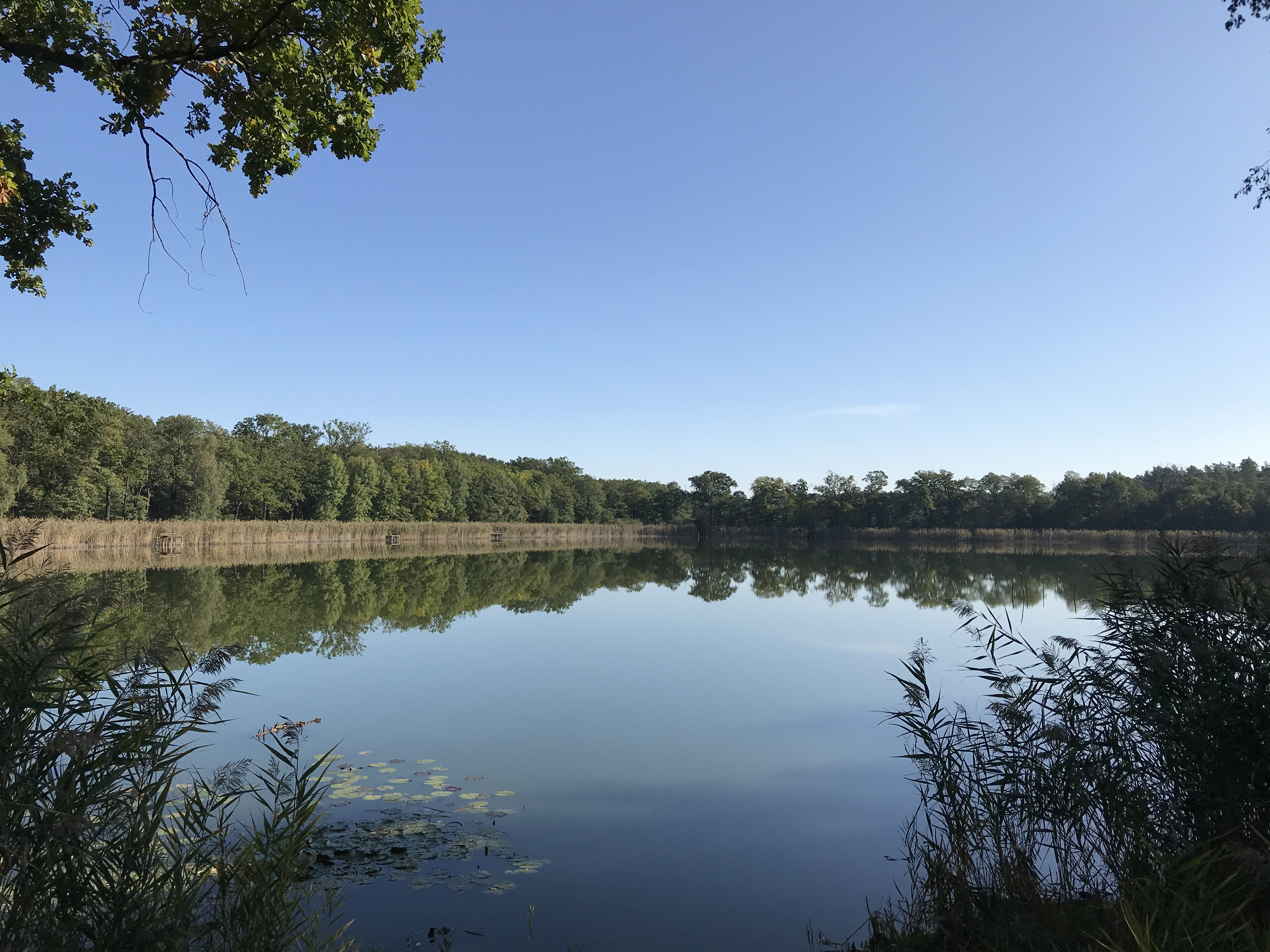
Holbecker See

Um 1600 lebten im Rundling nur noch 18 Hauswirte. Aus dem Jahr 1609 ist bekannt, dass es den Lehnschulzen gab, dazu neun Hufner und acht Kossäten. Das Jahr 1642 verzeichnete zehn Hufner und neu Kossäten, allerdings mit der Angabe „wohl im Frieden“, demnach mutmaßlich vor dem Dreißigjährigen Krieg. Dafür spricht, dass im Jahr 1664 lediglich noch ein Hufner und drei Kossäten im Ort lebten. Holbeck war mittlerweile im Jahr 1648 an die Familie von Rochow-Plessow gelangt, die das „Dorf mit dem See und allem Recht“ erhielt. Im Jahr 1686 waren es ein Bauer, zwei Großkossäten und ein Kleinkossät. Acht Bauernhöfe, der Schulzenhof sowie fünf Kossätenhöfe lagen nach wie vor wüst. Der Bauer konnte sechs Scheffel Aussaat ausbringen und vier Fuder ernten. Er besaß ein Haus mit Garten sowie eine Weide und durfte Holz schlagen. Der Großkossät brachte vier Scheffel aus und konnte acht Fuder ernten. Ein Haus wurde als „wüst“ bezeichnet, während der Kleinkossät auf vier Scheffel Aussaat und acht Fuder Heu kam. Ein weiteres Haus mit einem Kohlgarten lag ebenfalls wüst. Die wüsten Bauerngüter wurden von der Familie von Rochow bewirtschaftet.

### 18. Jahrhundert
Im Jahr 1749 gab es in Holbeck zehn Vollspänner und acht Kossäten, die insgesamt neun Hufen bewirtschafteten. Aus dem Jahr 1775 sind die beiden Schreibweisen Gollbeck und Hollbeck überliefert. 1776 wird anstatt von einem Gut über ein zu Stülpe zugehöriges Vorwerk Holbeck geschrieben. 1805 führte Bratring in seiner Statistisch-topographische Beschreibung der gesammten Mark Brandenburg aus, dass es das Dorf und Gut Holbeck gab. Es wurde von einem Lehnschulzen, zwei Ganzbauern, zwei Ganzkossäten sowie neun Büdnern bewirtschaftet. Daneben gab es einen Krug sowie ein einzeln liegendes Vorwerk mit einer Schäferei. Im Ort lebten zu dieser Zeit 131 Personen, die 17 Feuerstellen betrieben. Als Besitzer sind nach wie vor die Herren von Rochow genannt. Sie errichteten ein Rittergut, in dem 1791 sechs Hausleute oder Einlieger sowie ein Verwalter tätig waren. Es gab insgesamt zehn Feuerstellen (=Haushalte). Im Dorf lebten zu dieser Zeit drei Bauern, drei Kossäten, neun Hausleute oder Einlieger, die sieben Feuerstellen betrieben.

### 19. Jahrhundert
Im Jahr 1801 lebten im Dorf und Gut insgesamt ein Lehnschulze, zwei Ganzbauern, drei Ganzkossäten und neun Büdner. Es gab einen Krug sowie ein einzeln liegendes Vorwerk. Die Gemarkung war neun Lehnhufen und acht Hufen groß; es gab 17 Feuerstellen. Nach dem Wiener Kongress kam Holbeck im Jahr 1815 zum Königreich Preußen. Holbeck blieb im Besitz derer von Rochow, wie ein Eintrag im Ortschafts=Verzeichniß des Regierung aus dem Jahr 1817 zeigt, allerdings ist die Anzahl der Einwohner auf 120 Personen gesunken. Es ist denkbar, dass dieser Rückgang auf die Befreiungskriege zurückzuführen ist, denn: 1863 beschrieb der Oberstleutnant Christian von Martens in seinem Tagebuch „Vor fünfzig Jahren“, dass er sich mit seinen Truppen im Kampf unter anderem auch nach Hollbeck zurückzog, während sich der Feind damit „begnügte“, das „Städtchen Luckenwalde zu besetzen“. Im Jahr 1837 gab es in Holbeck im Rittergut und Dorf insgesamt 17 Wohnhäuser; drei Jahre später ließ sich erstmals mit einem Schneider ein Handwerker im Ort nachweislich nieder. Aus dem Jahr 1858 ist die Existenz eines Forsthauses im Stülper Forst überliefert. Im Dorf standen drei öffentliche, 17 Wohn- und 25 Wirtschaftsgebäude. Es war 479 Morgen groß, davon entfielen 232 Morgen auf Acker, 216 Morgen auf Wiese, 30 Morgen auf die Gehöfte und ein Morgen auf Gartenland. Das Gut bestand aus zwei Wohn- und vier Wirtschaftsgebäuden. Es war 613 Morgen groß, darunter 346 Morgen Acker, 224 Morgen Wiese, 30 Morgen Gartenland und 13 Morgen Gehöfte. Hinzu kam das Forsthaus Stülper Forst. Dieses bestand 1891 fort: Zu dieser Zeit wurde von Holbeck aus Nutzholz auch nach Berlin und nach Potsdam verkauft. Das Holz wurde über Fließe geliefert, den Handelsweg kann man heute anhand der Gewässernamen nachvollziehen. Noch vor 1900 intensivierte der damalige Gutsbesitzer auf Stülpe, Rochus von Rochow (1856–1901), die Forstwirtschaft auf seinen Ländereien. Er setzte neben der Oberförsterei in Stülpe für die Reviere in Holbeck, Ließen, Riesdorfer Heide und der heute nicht mehr vorhandenen Ortskolonie Schmielickendorf ausgebildete Förster mit langfristig ausgestatteten Arbeitsverträgen ein.

### 20. und 21. Jahrhundert

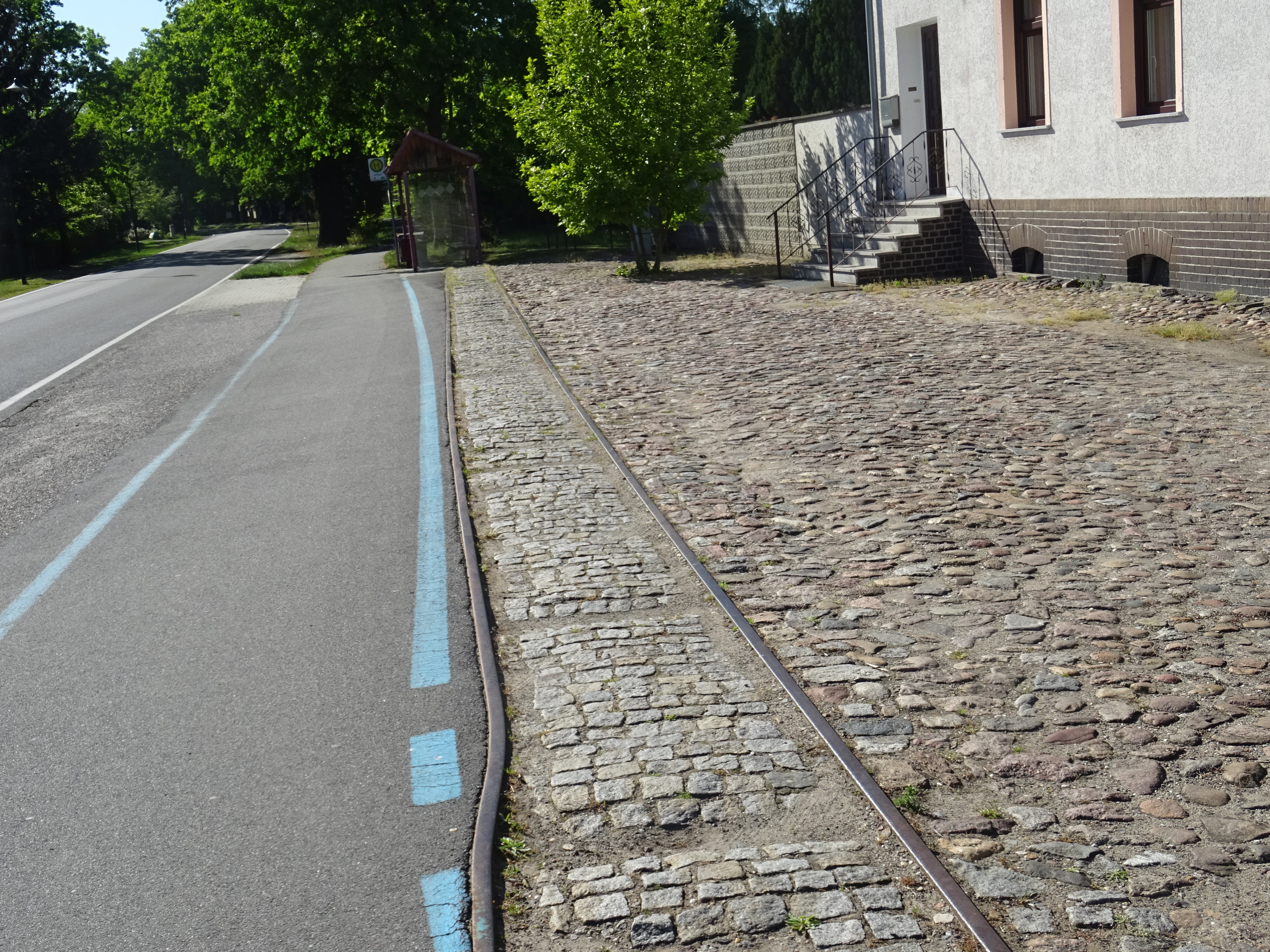
Gleisreste der Kleinbahn, 2018

Im Jahr 1900 kam es zu einem bescheidenen wirtschaftlichen Aufschwung, als der Ort an das Gleisnetz der Jüterbog-Luckenwalder Kreiskleinbahnen angebunden wurde. In dieser Zeit standen im Dort 14 sowie im Gut sieben Häuser. Ein Bauer bewirtschaftete 32,50 Hektar Land, drei Kossäten 32,50 Hektar, 27,50 Hektar sowie 22,50 Hektar und der Lehngutsbesitzer 88,50 Hektar. Es gab einen Lehrer sowie einen Stammgutsbesitzer, der sieben Hektar bewirtschaftete. Im Gut arbeitete ein Förster, dem 3,62 Hektar zur Verfügung standen. Hinzu kam ein Wirtschafter. 1905 wurde auf einem Wohnplatz die Herrschaftliche von Rochowsche Försterei Holbeck eingerichtet, die sich um den Vertrieb des Holzes kümmerte. Des Weiteren wurde in Holbeck früher Fischzucht betrieben. Das Gut wurde wie in vielen anderen Dörfer im Jahr 1928 mit der Gemeinde vereinigt. Dabei wurde vom Gutsbezirk Stülpe der nördlich an der Gemeinde Holbeck gelegene Teil eingemeindet. Das Gut, respektive Vorwerk Holbeck, wurde mehrfach an bürgerliche Gutsbesitzer der Region verpachtet. So u. a. 1914 für einige Zeit an den Rittergutsbesitzer Walther Trittel-Niebendorf. Die Familie von Rochow-Stülpe konzentrierte sich mehr auf die Forstwirtschaft. Im Jahr 1931 gab es die Landgemeinde mit dem Wohnplatz Herrschaftlich von Rochowsches Forsthaus Holbeck in dem insgesamt 20 Wohnhäuser standen, in denen 33 Haushaltungen lebten. 1933 gründete sich eine Freiwillige Feuerwehr. Zeitweise war in Holbeck ein Lager des Reichsarbeitsdienstes untergebracht. Im Jahr 1939 gab es in Holbeck fünf land- und forstwirtschaftliche Betriebe mit einer Größe zwischen 20 und 10 Hektar, einen zwischen 10 und 20, vier zwischen 5 und 10 sowie 12 Betriebe, die zwischen 0,5 und 5 Hektar groß waren. Bis zur Bodenreform 1945 gehörten die Ländereien des Vorwerkes und die der Försterei Holbeck zum Rittergut Stülpe der Familie von Rochow.
Zur umfassenden Kreisreform der DDR am 25. Juli 1952 wurde Holbeck dem neu gebildeten Kreis Luckenwalde im Bezirk Potsdam zugeordnet. Ein Jahr später gründete sich eine LPG vom Typ I mit zehn Mitgliedern, die 34 Hektar Fläche bewirtschafteten. Diese ging zwei Jahre später in eine LPG Typ III über. Sie bestand 1960 weiter, hatte 1961 insgesamt 27 Mitglieder und 113 Hektar Fläche. Die LPG wurde im Jahr 1967 an die LPG in Jänickendorf angeschlossen. Außerdem gab es in diesem Jahr eine LPG Typ I, die im Jahr 1961 insgesamt 22 Mitglieder und 112 Hektar Fläche besaß und im Folgejahr an die LPG Typ III angeschlossen wurde. Holbeck hatte zu keiner Zeit eine eigene Dorfkirche, die Einwohner gingen und gehen im benachbarten Stülpe zur Kirche. Die Kirchengemeinde Stülpe gehört zur Evangelischen Kirche Berlin-Brandenburg-schlesische Oberlausitz. Im Jahr 1983 bestanden im Ort eine Werkstatt der Kooperation Urstromtal Abteilung Pflanzenproduktion Jänickendorf, die Revierförsterei Holbeck, das Forsthaus Holbeck-West sowie die Harzmeisterei Holbeck.
Nach der Wende lag die Gemeinde im Landkreis Luckenwalde in Brandenburg. Nach der Kreisreform in Brandenburg am 6. Dezember 1993 wurde Holbeck schließlich dem neu gebildeten Landkreis Teltow-Fläming zugeordnet und zusammen mit 22 weiteren bis dahin selbstständigen Gemeinden zu der neuen Gemeinde Nuthe-Urstromtal zusammengeschlossen.
Ortsvorsteherin von Holbeck ist Katja Becker (2019).

## Bevölkerungsentwicklung
| 1875 | 132 | 1939 | 155 | 1981 | 142 |
| 1890 | 139 | 1946 | 224 | 1985 | 140 |
| 1910 | 122 | 1950 | 233 | 1989 | 123 |
| 1925 | 149 | 1964 | 156 | 1992 | 130 |
| 1933 | 163 | 1971 | 154 |      |     |

## Sehenswürdigkeiten
- Eichenallee
- Holbecker See

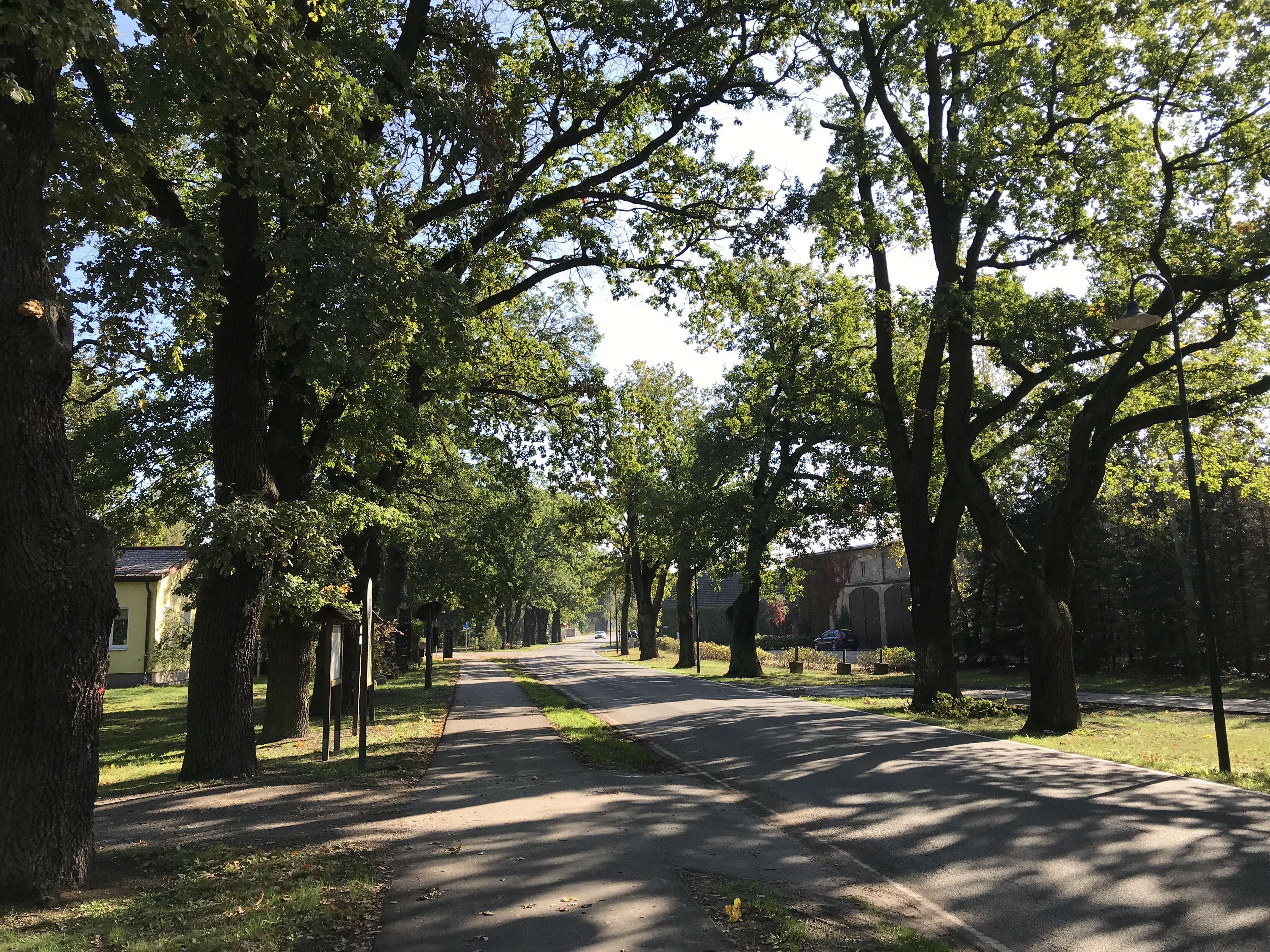
Eichenallee in Holbeck

- Durch den Ort verläuft ein Teil des Rundkurs des Flaeming-Skates sowie ein FlaemingWalk.

## Weitere Literatur
- Ingo Richter: Wald- und Forstwirtschaft derer von Rochow. Aus der Geschichte eines 4.000 Hektar großen Waldgebietes bei Stülpe und Holbeck, in: Heimatjahrbuch Teltow-Fläming 2001, Hrsg. Landkreis Teltow-Fläming, Luckenwalde 2001.
- Andreas Kitzing: Das Leben eines märkischen Junkers – Hans Wichard von Rochow-Stülpe (1898–1945). Verlag Thomas März, Luckenwalde, Wahlsdorf 1998. ISBN 3-00-002916-8.
- A.F.A. von Rochow: Das Schloss Stülpe, Verlag A. W. Schade, Berlin 1868, 137 Seiten (mit umfangreichen Angaben zu Holbeck).